# Голобутов
Голобутов (укр. Голобутів) — село в Стрыйской городской общине Стрыйского района Львовской области Украины.
Население по переписи 2001 года составляло 937 человек. Занимает площадь 17,68 км². Почтовый индекс — 82433. Телефонный код — 3245.